# Paraguai nos Jogos Olímpicos de Verão de 2012
O Paraguai competiu nos Jogos Olímpicos de Verão de 2012 em Londres, Reino Unido. O país foi representado por 8 atletas que disputam 6 modalidades esportivas.

## Desempenho

### Atletismo
2 competidores representam o país neste esporte.
Masculino
| Atleta          | Evento | Largada   | Largada | Quartos-de-final | Quartos-de-final | Semifinal | Semifinal | Final     | Final |
| Atleta          | Evento | Resultado | Pos.    | Resultado        | Pos.             | Resultado | Pos.      | Resultado | Pos.  |
| --------------- | ------ | --------- | ------- | ---------------- | ---------------- | --------- | --------- | --------- | ----- |
| Augusto Stanley | 400 m  |           |         |                  |                  |           |           |           |       |

Feminino
| Atleta       | Evento  | Classificação | Classificação | Final     | Final |
| Atleta       | Evento  | Distância     | Pos.          | Distância | Pos.  |
| ------------ | ------- | ------------- | ------------- | --------- | ----- |
| Leryn Franco | Martelo |               |               |           |       |

### Boxe
Masculino
| Atleta       | Evento    | Etapa de 32        | Etapa de 16        | Quartos-de-final   | Semifinais         | Final              | Final       |
| Atleta       | Evento    | Oposição Resultado | Oposição Resultado | Oposição Resultado | Oposição Resultado | Oposição Resultado | Pos.        |
| ------------ | --------- | ------------------ | ------------------ | ------------------ | ------------------ | ------------------ | ----------- |
| Ajmal Faisal | Peso leve | FRA Oubaali L 22-9 | Não Avançou        | Não Avançou        | Não Avançou        | Não Avançou        | Não Avançou |

### Judo
Afeganistão teve 1 judoca convidado para os eventos de Judô
| Atleta          | Evento           | Etapa de 64            | Etapa de 32        | Etapa de 16        | Quartos-de-final   | Semifinais         | Repescagem 1       | Repescagem 2       | Final              | Final       |
| Atleta          | Evento           | Oposição Resultado     | Oposição Resultado | Oposição Resultado | Oposição Resultado | Oposição Resultado | Oposição Resultado | Oposição Resultado | Oposição Resultado | Pos.        |
| --------------- | ---------------- | ---------------------- | ------------------ | ------------------ | ------------------ | ------------------ | ------------------ | ------------------ | ------------------ | ----------- |
| Abraham Acevedo | -66 kg Masculino | AND García L 0001–0020 | Não avançou        | Não avançou        | Não avançou        | Não avançou        | Não avançou        | Não avançou        | Não avançou        | Não avançou |

### Remo
Por convite o Paraguai possui representantes nesta competição.
Feminino
| Atleta             | Evento           | Largada | Largada                          | Repescagem | Repescagem | Quartos-de-final | Quartos-de-final        | Semifinais | Semifinais | Final | Final |
| Atleta             | Evento           | Tempo   | Pos.                             | Tempo      | Pos.       | Tempo            | Pos.                    | Tempo      | Pos.       | Tempo | Pos.  |
| ------------------ | ---------------- | ------- | -------------------------------- | ---------- | ---------- | ---------------- | ----------------------- | ---------- | ---------- | ----- | ----- |
| Gabriela Mosqueira | Feminino simples | 7:52.07 | 3 (Avançou aos quartos-de-final) | —          | —          | 8:14.36          | 5 (Avançou à semifinal) |            |            |       |       |

### Natação
Masculino
| Atleta          | Evento          | Largada   | Largada | Semifinal   | Semifinal   | Final       | Final       |
| Atleta          | Evento          | Tempo     | Pos.    | Tempo       | Pos.        | Tempo       | Pos.        |
| --------------- | --------------- | --------- | ------- | ----------- | ----------- | ----------- | ----------- |
| Benjamin Hockin | 100 m livre     | 50s12     | 32º     | Não avançou | Não avançou | Não avançou | Não avançou |
| Benjamin Hockin | 200 m livre     | 1min48s91 | 29º     | Não avançou | Não avançou | Não avançou | Não avançou |
| Benjamin Hockin | 100 m borboleta |           |         |             |             |             |             |

Feminino
| Atleta        | Evento      | Largada | Largada | Semifinal   | Semifinal   | Final       | Final       |
| Atleta        | Evento      | Tempo   | Pos.    | Tempo       | Pos.        | Tempo       | Pos.        |
| ------------- | ----------- | ------- | ------- | ----------- | ----------- | ----------- | ----------- |
| Karen Riveros | 100 m livre | 59s86   | 41º     | Não avançou | Não avançou | Não avançou | Não avançou |

### Tênis de mesa
O Paraguai qualificou um atleta para as disputas do tênis de mesa.
Masculino
| Atleta          | Evento            | Ronda preliminar   | 1 etapa            | 2 etapa            | 3 etapa            | 4 etapa            | Quartos-de-final   | Semifinais         | Final              | Final       |
| Atleta          | Evento            | Oposição Resultado | Oposição Resultado | Oposição Resultado | Oposição Resultado | Oposição Resultado | Oposição Resultado | Oposição Resultado | Oposição Resultado | Pos.        |
| --------------- | ----------------- | ------------------ | ------------------ | ------------------ | ------------------ | ------------------ | ------------------ | ------------------ | ------------------ | ----------- |
| Marcelo Aguirre | Masculino simples | BYE                | UKR Didukh L 3–4   | Não avançou        | Não avançou        | Não avançou        | Não avançou        | Não avançou        | Não avançou        | Não avançou |

### Tênis
Feminino
| Atleta               | Evento   | Etapa de 64                        | Etapa de 32     | Etapa de 16     | Quartos-de-final | Semifinais      | Final           | Final       |
| Atleta               | Evento   | Oposição Placar                    | Oposição Placar | Oposição Placar | Oposição Placar  | Oposição Placar | Oposição Placar | Pos.        |
| -------------------- | -------- | ---------------------------------- | --------------- | --------------- | ---------------- | --------------- | --------------- | ----------- |
| Veronica Cepede Royg | Feminino | USA Lepchenko L 5–7, 7–6(8–6), 2–6 | Não avançou     | Não avançou     | Não avançou      | Não avançou     | Não avançou     | Não avançou |